# Comté d'Okfuskee
Le comté d'Okfuskee est un comté situé dans l'État de l'Oklahoma, aux États-Unis. Le siège du comté est Okemah. Selon le recensement de 2000, sa population est de 11 814 habitants.

## Comtés adjacents
- Comté de Creek (nord)
- Comté d'Okmulgee (est)
- Comté de McIntosh (sud-est)
- Comté de Hughes (sud)
- Comté de Seminole (sud-ouest)
- Comté de Pottawatomie (sud-ouest)
- Comté de Lincoln (ouest)

## Principales villes
- Bearden
- Boley
- Castle
- Clearview
- Okemah
- Paden
- Weleetka